# Тимпан (архитектура)
Тимпан (от старогръцки: τύμπανον, „барабан“) е вдлъбната, полукръгла или триъгълна декоративна повърхност на стената над вход, врата или прозорец, която е ограничена от щурц и дъга. Много архитектурни стилове включват този елемент.
Често съдържа фронтонна скулптура или други изображения или орнаменти. Алтернативно тимпанът може да съдържа надпис или в съвремието – циферблат на часовник.

## История
В древногръцката, римската и християнската архитектура тимпаните на религиозните сгради често съдържат фронтонна скулптура или мозайки с религиозни изображения. Тимпанът над вратата много често е най-важното или единственото място за монументална скулптура от външната страна на сградата. В класическата архитектура и в стиловете на класицизма от Ренесанса нататък основните примери обикновено са триъгълни; в романската архитектура тимпанът по-често има полукръгла форма или тази на по-тънкия резен от върха на кръг, а в готическата архитектура има по-вертикална форма, достигаща до точка в горната част. Тези форми естествено влияят върху характерните композиции на всяка скулптура в тимпана.
Горната част на фронтона, когато е затворена с хоризонтален пояс, също се нарича тимпан.
Ленти от формоване около тимпана се наричат архиволт.
В средновековната френска архитектура тимпанът често се поддържа от украсен стълб, наречен trumeau.

## Галерия
- Портал Ex Nihilo, Вашингтонска национална катедрала, Вашингтон, САЩ
- Тимпанът на Кумари-гар на площад „Басантапур Дурбар“, Катманду, Непал.
- Архиволтове около тимпан на западната фасада на Страсбургската катедрала, Страсбург, Франция.
- Трите тимпани на главната фасада на Парижката Света Богородица, Париж, Франция.
- Скулптиран тимпан на Николайкирхе, Щралзунд, Германия
- Поклонение на влъхвите на тимпан на църквата „Сент Тиебо“, Тан, Франция.
- Религиозна сцена на тимпан, църква „Сан Лоренцо“, Виченца, Италия.
- Сцени от живота на Свети Петър и Мария, Църква „Свети Апостол Петър“, Витория-Гастейс, Испания.
- Високорелефен бронзов тимпан на Писането, Томас Джеферсън Билдинг, Вашингтон, окръг Колумбия, САЩ.
- Тимпан (с Дървото на живота) и архиволт в църквата „Света Мария и Свети Давид“, Килпек, Англия.
- Тимпан, показващ Христос във Величие (Maiestas Domini) с четири придружаващи ангела, Роулстоун, Херефордшър, Обединеното кралство.
- Романски тимпан в Трирската катедрала от около 1180 г., Трир, Германия
- Тимпанът на катедралата в Манила, Филипини.
- Estação Leopoldina, часовник с две фигури, Рио де Жанейро, Бразилия
- Лидиард Хаус, с хералдическа скулптура, 1740-те г., Суиндън, Англия.
- Тимпан на църквата на Светото сърце, Темпълмор, Ирландия